# Higüey
Higüey (Oficialmente, Salvaleón de Higüey) es un municipio de la República Dominicana, capital de la provincia de La Altagracia. Se ubica en la región oriental del país, a unos 145 km al este de Santo Domingo, y es considerada el principal centro urbano y económico de la provincia.
La ciudad posee una gran relevancia histórica y cultural, al haber sido uno de los primeros asentamientos establecidos por los colonizadores españoles en la isla de La Española. Su nombre proviene del idioma taíno y hace referencia a “tierra por donde sale el sol”, en alusión a su ubicación geográfica en el extremo este del territorio nacional.
Higüey es internacionalmente conocida por albergar la Basílica Catedral Nuestra Señora de la Altagracia, uno de los santuarios católicos más importantes del Caribe. Cada año, miles de peregrinos y turistas visitan la ciudad, especialmente el 21 de enero, día de la patrona nacional. Su economía combina actividades comerciales, agropecuarias y de servicios, además de funcionar como punto de enlace hacia los polos turísticos de Punta Cana, Bávaro y Bayahíbe.

## Etimología
Higüey era la denominación de un cacicazgo del este de la isla. güey o huiou que significa por donde sale el sol en taíno. Entre varias tribus sudamericanas también es sol, luz o día. Puede ser coincidencia, pero es de notar que Higüey se encuentra en el punto más oriental de la isla, es decir, en la región que primero recibe los rayos del sol.

## Localización
El municipio está situado a unos 145 km al este de la ciudad de Santo Domingo. 

## Límites
Municipios limítrofes:
|                                               | Norte: Océano Atlántico  |                        |
| Oeste: Miches, El Seibo, La Romana y Guaymate |                          | Este: Océano Atlántico |
|                                               | Sur: San Rafael del Yuma |                        |

## Distritos municipales
Está formado por los distritos municipales de:
| Nombre                 | Código   |
| ---------------------- | -------- |
| Higüey                 | 08110101 |
| Las Lagunas de Nisibón | 08110102 |
| La Otra Banda          | 08110103 |
| Verón Punta Cana       | 08110104 |

## Historia
Cuando los colonos españoles iniciaron la conquista de la isla de la Española, la parte oriental pertenecía al cacicazgo taíno de Higüey. El territorio del cacicazgo sería la última zona de la isla en ser conquistadas por Juan de Esquivel, el militar español que en 1503 dirigió la "Primera Guerra de Higüey" y en el año 1506 la "Segunda Guerra de Higüey", tras ser asignado para este fin por Nicolás de Ovando, el gobernador de la colonia. Se considera que la ocupación española se recrudeció tras varios incidentes relacionados con la Saona y que tienen su origen cuando varios perros de presa —pertenecientes a un grupo de españoles que estaban de caza— se toparon con un grupo de indios en la selva de Saona y atacaron a un jefe indio del lugar causándole la muerte. Como consecuencia, los nativos hostigaron al grupo español que, ante el empuje nativo, tuvo que embarcar de nuevo y seguir su rumbo. Tiempo después un conjunto de españoles montó un campamento en la misma zona, pero fueron hostigados por los indígenas que finalmente consiguen matar a varios de ellos. Nicolás de Ovando, en gobernador de la colonia, creó en respuesta una partida 300 hombres —entre los que estaba Bartolomé de Las Casas— bajo el mando de Juan de Esquivel. Estos ganan la guerra e imponen al cacique Cotubanamá la firma de un acuerdo de paz y construyeron una pequeña fortaleza que fue ocupada por un reducido destacamento de nueve soldados bajo el mando del capitán Villamán. La paz duró poco tiempo, ya que Cotubanamá consiguió de nuevo levantar en armas a su pueblo y atacó el fuerte español, con el resultado de que solo sobrevivió uno de sus nueve integrantes. Rota la tregua, se inició la verdadera guerra que duró entre ocho o nueve meses, dado que los indígenas contaban con un mayor conocimiento de la selva. Las Casas combatió en el Cacicazgo de Higüey bajo las órdenes del capitán Diego Velázquez de Cuéllar, por tal motivo recibió una encomienda en la Villa de la Concepción de la Vega, la cual administró hasta 1506. Finalmente, tras unas numerosas bajas en ambos bandos, los españoles lograron encontrar el escondite de Cotubano en la isla de Saona, lo arrestan y Nicolás de Ovando lo condenó a pena de muerte. Como consecuencia del levantamiento de los taínos y su posterior derrota, estos fueron esclavizados para los trabajos más duros de las plantaciones, motivo por el que su número se redujo notablemente y en consecuencia la causa de la importación a la isla de esclavos africanos. El 7 de diciembre de 1508 a la villa de Higüey se le concedido un privilegio real al recibir un escudo de armas. Higüey fue fundado en los alrededores de la casa de Juan Ponce de León, en Yuma y se trasladó a su ubicación actual luego de las encomiendas, posiblemente para el año 1522, cuando los Trejos fueron exiliados.
En la época republicana a partir del año 1844, Higüey era una común perteneciente a El Seibo. Desde la época colonial tuvo una importante actividad agrícola relacionada con la caña de azúcar, el jengibre, el cacao y la ganadería extensiva. 
Como parte del Tratado de Basilea de (1795), la colonia española de Santo Domingo pasó a manos francesas. En 1804 los esclavos de la parte occidental de la isla (Haití), declararon su independencia, tras cruentas luchas. La parte española u oriental continuaba de hecho en manos españolas hasta finales de enero de 1801, a pesar del tratado, solo porque el único contingente francés disponible estaba compuesto en su mayoría por negros y mulatos. Además, los ingleses no reconocían la cesión, argumentando que violaba las antiguas estipulaciones del Tratado de Utrecht. Todo esto motivó la invasión por parte del ejército haitiano, previendo una amenaza para su recién ganada independencia. Los franceses, comandados por el cuñado de Napoleón, General Charles-Victor-Emmanuel Leclerc, repelieron a los haitianos en 1802. Durante la dominación francesa, Higüey fue un distrito del departamento del Ozama. En 1809, tras ser recuperada de nuevo por España, Higüey volvió a convertirse en parte de la región de El Seibo.
Los años 1821, época de la Independencia efímera, y 1822 fueron muy convulsos, con continuas guerras tanto con Haití como por la independencia. Higüey no fue ajena a esta situación, siendo ocupada en 1822 por fuerzas haitianas bajo el mando de Jean-Pierre Boyer. Como consecuencia, la economía local farfulló bajo una situación nada halagüeña de guerras, ocupaciones militares y expropiaciones militares. Sin embargo, también fue una época en la que finalmente abolió la esclavitud que terminó con la época de control de Haití y gracias a la aplicación por la marina británica en el Caribe de las políticas antiesclavistas propugnadas por William Wilberforce.
En 1844, tras haberse proclamado la independencia de la República Dominicana, la nueva Junta Central Gubernativa sitúa a Higüey bajo la administración de la provincia de El Seibo, a la que perteneció durante décadas participando de los diversos acontecimientos que han marcado la historia dominicana como la lucha contra la ocupación de Estados Unidos de Santo Domingo (1916 a 1924 y de 1965 a 1966), con épocas de relativa prosperidad o de dificultad económica. 

## Economía
Está basada en la agricultura tropical (caña, café, tabaco, cacao, arroz y maíz), ganadería (principalmente bovina y porcina), piscicultura y turismo en la costa. En esta ciudad y en la región en general, se ha desarrollado ampliamente la producción ganadera para la producción de leche y carne, debido a su ubicación en la llanura costera del Caribe.
En la década de los setenta debido a la transformación derivada de la fundación de colonias cañeras, creadas por la rentabilidad en la venta del azúcar. A principios de los años ochenta comenzó su explotación turística, de la mano de las inversiones de empresas turísticas españolas y de otros países, cuyo foco de interés principal se centró en las playas del extremo oriental de la isla, sobre todo Punta Cana y Bávaro. En la actualidad, estas y otras playas constituyen el principal polo turístico del país y el municipio de Higüey es una de las ciudades con mayor crecimiento de población.

## Cultura

### Universidades
Esta ciudad cuenta con dos grandes universidades que imparten docencia en tandas matutina, vespertina, sabatina y dominical. Estas universidades, una es auspiciada por el estado e imparte clases de manera gratuita y la otra está auspiciada por el obispado Nuestra Señora de la Altagracia e imparte clases de manera privada:
- Universidad Autónoma de Santo Domingo (UASD) - Centro Higüey:

Este centro universitario representa el recinto, en Higüey, de la Universidad Autónoma de Santo Domingo. Fue creado por la Resolución n.º 66-636, de fecha 14 de diciembre del año de 1966 por el Consejo Universitario de la Universidad Autónoma de Santo Domingo (UASD). El centro está ubicado en la ciudad de Salvaleón de Higüey, provincia la Altagracia, en el kilómetro ½ de la carretera Higüey-Yuma. Su área de influencia está conformada por la provincia La Altagracia, El Seibo, La Romana y San Pedro de Macorís.
Inició su actividad en 1970 en San Pedro de Macorís, pero debido a que esta provincia tenía el proyecto de la Universidad Central del Este, se comienza un proceso de búsqueda de la futura ubicación de sus instalaciones. Se propuso a la provincia de El Seibo, pero sus autoridades no ofertaron las condiciones apropiadas para las nuevas instalaciones del centro universitario que, sin embargo, si se propusieron las autoridades provinciales y municipales del La Altagracia. Así fue como en 1978 se trasladó el Centro Universitario Regional del Este (CURE) a la provincia La Altagracia, situándose en la calle Remigio del Castillo, casi esquina Duverge, bajo el nombre actual de Universidad Autónoma de Santo Domingo (UASD) - Centro Higüey.
- Universidad Católica del Este (UCADE)

Fue creada el 21 de enero de 2001 y reconocida por Decreto del Poder Ejecutivo el 20 de enero de 2004. Inició su actividad bajo la dirección de la Universidad Católica de Santo Domingo, siendo su rector Ramón Alonso quien infundió la mística de “La excelencia Humana y Académica” que pasó a ser desde entonces a conocerse bajo la denominación de la UCADE.
Para que esta institución académica se hiciera realidad, contó con el incondicional apoyo del monseñor Ramón Benito de la Rosa y Carpio, anterior obispo de la Diócesis Nuestra Señora de la Altagracia y arzobispo de Santiago de los Caballeros, que donó su biblioteca personal de más de 7000 ejemplares. Actuó también como rector ad hoc, puesto desde el que abogó por la excelencia y porque las investigaciones académicas se orientasen de forma prioritaria hacia la solución de los problemas de la Región Este y el impulso de un desarrollo sostenido.
La Universidad Católica del Este abrió sus puertas por primera vez el 21 de enero del 2001 en los recintos del Colegio Nuestra Señora de la Altagracia y la Escuela Juan XXIII de La Salle, ya que ambas instituciones ofrecieron sus instalaciones para alojar a los alumnos. Esta institución, cuenta desde su inicio con una misión y visión realista que se plasmó en sus reglamentos, de forma que se ofrezca una educación superior de calidad, basada en la Ley 139 de Educación Superior. Su visión es preferentemente humanística y ético-cristiana. Las asignaturas que ofertan están acordes con el contexto geográfico y político-social de la Región Este, ya que ésta se distingue por ser especialmente agropecuaria y turística, con una economía muy activa, una movilidad humana acelerada y una población en vertiginoso crecimiento.

## Religión

### Basílica de la Altagracia

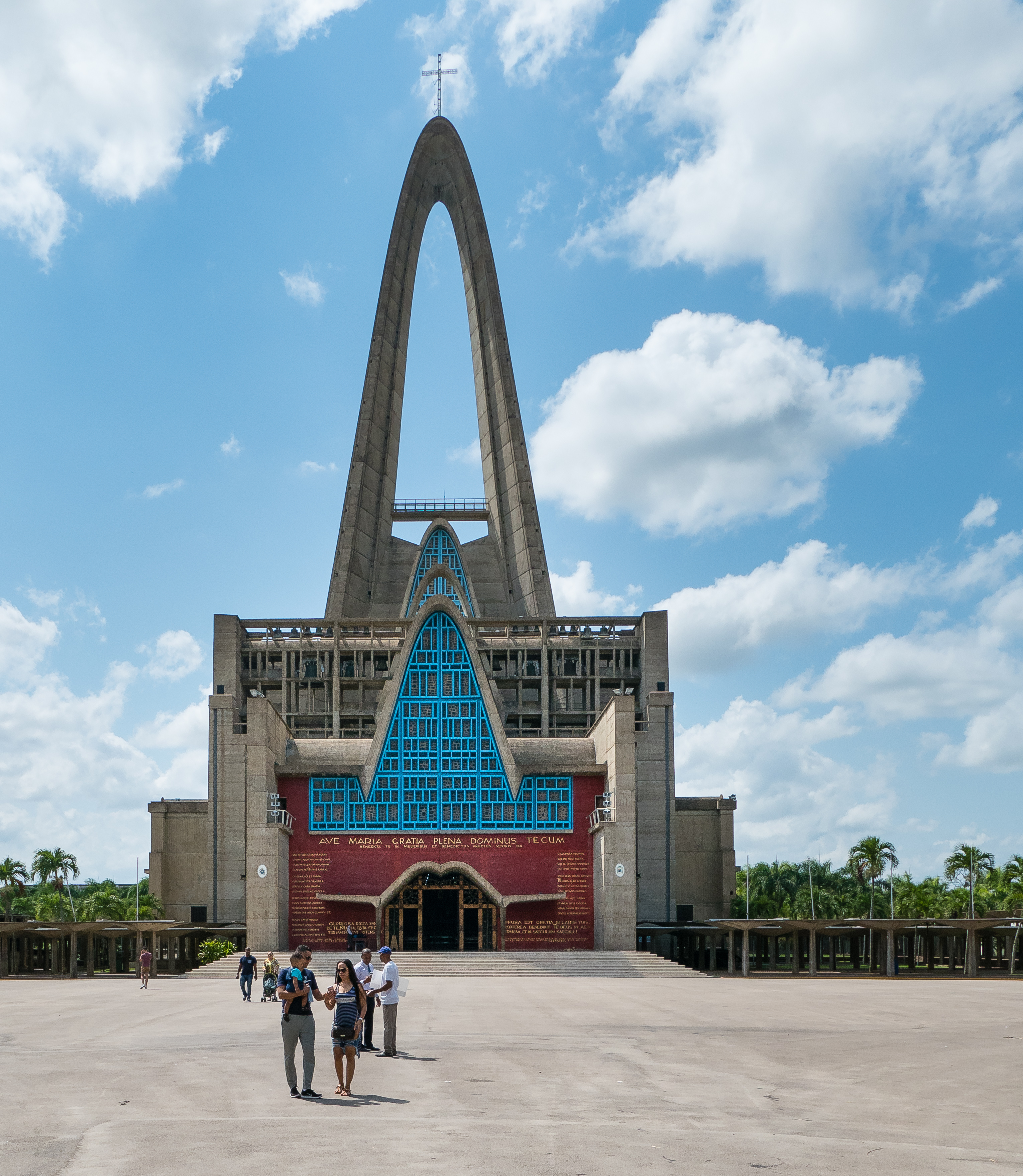
Basílica Nuestra Señora de la Altagracia.

La Santa Patrona de la ciudad es la Virgen de la Altagracia, una pintura traída a la isla por los misioneros españoles y que ahora aparece en la Basílica Catedral Nuestra Señora de la Altagracia. Cada año, el día de su fiesta (21 de enero), miles de dominicanos se reúnen para venerar la milagrosa imagen de lo que podría ser el santuario mariano más antiguo de las Américas. La Biblioteca Nacional española en Madrid cuenta con una carta del Lic. Luis Jerónimo de Alcocer, nacido en La Española, mencionando la veneración ya en 1650. La basílica actual fue construida en honor a la imagen, que queda representada en el Santuario de la antigua Catedral, que un corredor unirá a una basílica moderna adecuada para este tipo de grandes reuniones.
La Basílica Nuestra Señora de la Altagracia fue inaugurada el 21 de enero de 1971, debe su nombre a la virgen patrona del pueblo dominicano. Fue concebida por los arquitectos franceses Dunover de Segonzac y Pierre Dupré. Está basílica fue construida para reemplazar al antiguo santuario que data de 1572. 
El 12 de octubre de 1970 fue declarada Monumento Nacional y el 17 de octubre el Papa Pablo IV la declaró Basílica Menor. Esta basílica es una gran escultura gris en forma de cruz latina. La puerta de entrada es de bronce bañada en oro y fue bendecida por el Papa Juan Pablo II en Roma. Tiene un campanario con 45 campanas en bronce. Es un monumento visitado por miles de peregrinos cada año, quienes acuden a pedir y agradecer favores a la Santa Patrona del Pueblo Dominicano.

### El Santuario San Dionisio de Higuey
El Santuario atesora valiosísimas prendas de valor histórico, que son objeto siempre de la curiosidad de los visitantes; entre otras se encuentran principalmente: el marco de oro y plata de la Virgen, con incrustaciones de piedras preciosas, destacándose en él la rica esmeralda rodeada de brillantes, que Pío X regaló al arzobispo Adolfo Alejandro Nouel en ocasión de su elección como Presidente de la República, y que ese prelado donó a la Virgen de la Altagracia como segura prenda de su amor y acendrada devoción; una gigantesca y artística custodia de oro de la era colonial; un elegante trono de planta con incrustaciones y campanillas de oro del año 1811 para sacar la procesión del Sagrado Cuadro de la Virgen; un vistoso guion de plata obsequio del Presidente de la Real Audiencia de Santo Domingo en el año de 1737; Igualmente, de oro y plata una porta viático; un crucifijo, dos cálices y copones, seis varas del palio, cruz y ciriales parroquiales, candelabros y floreros, y otros objetos del culto de plata antigua.
Hoy la joya de mayor valor histórico, religioso, espiritual y material con que cuenta el santuario, es la hermosa corona de oro y piedras preciosas, rematada en una cruz de diamantes que sostienen dos ángeles de oro macizo, de siete filos de peso, que fue confeccionada con el oro y alhajas donados por el Pueblo Dominicano para su Canónica y Pontificia Coronación, celebrada sobre el Altar de la Patria el 15 de agosto de 1922.

### Las Tres Cruces
En las tierras que fueron colonizadas por españoles, era costumbre la colocación de cruces a la entrada de los pueblos y en caminos. Para el mismo Cristóbal Colón, su primera tarea era plantar una cruz y tomar posesión de las tierras descubiertas en nombre de los reyes de España.
Es frecuente encontrar en cualquier camino tres cruces plantadas en el suelo y rodeadas por una gran cantidad de piedras que van depositando allí desde época inmemorial los caminantes y cuya acumulación llega a constituir a veces verdaderas montañas. En Higüey ha habido dos Calvarios famosos. Uno a unos cuatro kilómetros de la ciudad en la carretera hacia Santo Domingo, el de Ceja Esperanza donde dice una vieja tradición que un buey habló a su amo porque era el día del Corpus Christi y no estaban descansado. El otro es el calvario situado a la entrada de la ciudad en el mismo camino.
Su origen es el mismo de los demás calvarios de los pueblos de la América hispana, no pudiéndose dar testimonio sobre la fecha de su construcción. Allí están desde antes de que alcance la memoria de las personas más mayores. Son tres cruces de madera plantadas en el suelo y rodeadas de las piedras que allí colocaron los que por allí pasaban, conforme a la tradición existente. Estas piedras fueron posteriormente sustituidas por otras llamadas comúnmente "piedras de fogón" y que fueron dispuestas de forma más artística.
Hasta allí llegaban los peregrinos a pie, a caballo o en sus vehículos. Eso sí, desde allí hasta el Santuario el recorrido se hacía a pie y no faltaba quien a veces lo hiciera de rodillas por penitencia o por alguna promesa hecha a la Virgen por haber recibido un favor mediante su intercesión.
Este Calvario está a veces iluminado por cientos de velas durante las fiestas de la Santísima Cruz, en los días de los Fieles difuntos y en la noche del Miércoles Santo cuando se escenificaba allí el encuentro entre Jesús Nazareno cuya procesión recorría las calles de costumbre y la Virgen de los Dolores que aparecía por la calle General Santana. Allí, tras una ligera inclinación de ambas imágenes que siempre resultaba muy emotivo y predicar el emotivo sermón, es donde continuaban ambas procesiones en una sola por la calle Altagracia hasta el viejo Santuario. Las costumbres han cambiado bastante y hoy esto ya no se hace así.
Durante el ejercicio de monseñor Juan Félix Pepén S. como primer obispo de la Diócesis, un estudiante exaltado destruyó a pedradas la imagen del Crucificado que allí había. Después de esto y por orden del mismo monseñor este calvario fue remodelado nuevamente y así se conserva hasta el día de hoy.
Hay varias versiones sobre el origen de este calvario. Unos dicen que allí cayó el general Manuel María Suero y que se construyó allí por eso. Otros que se hizo para recordar a las generaciones futuras que allí fueron fusilados los Botello. Al margen de que no sean ciertos ambos hechos, el calvario ya existía allí desde mucho antes, de modo que la memoria de los más mayores no alcanza a fijar la fecha de su construcción y solo hay recuerdo de haberlo visto siempre allí.
Otra Cruz importante, hecha de mampostería, estuvo en el otro extremo de la ciudad, en el sitio donde se unían el camino que iba a Los Ríos y Anamuyita y el que iba al Macao y Nisibón. Esta cruz tenía la particularidad que detrás de ella había una cerca y los campesinos que venían a enterrar sus muertos, allí dejaban la madera con que habían construido las andas; la corona casi siempre hecha de cartón y forrada de tela rosada que acompañaba al cadáver de un niño o negra si era el de un adulto, y era sitio obligado de visita de las hermandades de la Santísima Cruz con sus atabales el día en que comenzaban las festividades de su patrona. El sitio donde estuvo plantada esta cruz lo ocupa hoy un taller de mecánica al lado de la actual oficina de Obras Públicas.

### Otras religiones
A pesar de la predominancia de la religión católica por ser centro de peregrinación, en esta ciudad también se encuentran diferentes organizaciones religiosas entre las que se encuentran:
- Testigos de Jehová
- Iglesia Adventista del Séptimo Día
- Iglesia Evangélica
- Iglesia de Jesucristo de los Santos de los Últimos Días

## Centros educativos
Los principales centros educativos son:
- Colegio Nuestra Señora de la Altagracia'
- Centro de Educación Media Gerardo Jansen.
- Escuela Liceo San Juan Bautista de La Salle, la Florida.
- Centro Educativo Comunitario Dr. Octavio Ramírez Duval.
- Centro Educativo Comunitario Los Angelitos
- Centro Educativo Parroquial San José.
- Centro Educativo y Guardería Auroras De Mi Patria.
- Centro Psico-Pedagógico Los Serafines.
- Colegio Hogar Feliz.
- Instituto Agropecuario de Higuey.
- Colegio María de la Altagracia.
- Colegio Monseñor Hugo E. Polanco Brito
- Colegio Monte de Sion.
- Colegio Morada de Sabiduría.
- Colegio Adventista Maranatha.
- Colegio Cristiano Génesis.
- Escuela Básica Ángel Merino.
- Escuela Básica Don Pedro Tapia.
- Escuela Básica El Llano.
- Escuela Básica Fe y Alegría San Antonio de Padua.
- Escuela Básica Hermanos Trejo.
- Escuela Básica La Malena.
- Escuela Básica Mamá Tingo.
- Escuela Básica Salomé Ureña.
- Escuela Básica San Francisco de Asís.
- Escuela Básica Srta. Norma Elena Poueriet.
- Escuela Liceo Juan XXIII de la Salle.
- Escuela Vespertina Ciriaco María Sancha.
- Liceo Secundario Profesor Juan Bosch.
- Liceo Secundario Juan Pablo Duarte.
- Liceo Secundario  Gregorio Luperón .
- Escuela Básica José Audilio Santana.

## Monumentos
En el casco urbano de la ciudad destacan principalmente dos monumentos, la basílica de Nuestra Señora de la Altagracia y la iglesia de San Dionisio del siglo XVI.

## Deporte
Higüey y su provincia cuentan con una buena cantera de aficionados al deporte en sus más diversas disciplinas, aunque las infraestructuras deportivas son escasas. Los aficionados cuentan para la práctica del deporte con un antiguo polideportivo y varias canchas al aire libre, estas últimas diseñadas principalmente para la práctica del baloncesto y el voleibol. El resto de disciplinas deportivas están desamparadas, incluido el béisbol, deporte rey en la República Dominicana. Tampoco hay campos de fútbol ni pistas de atletismo y las exhibiciones de los deportes de combate se suelen celebrar gracias a la iniciativa privada, como es el caso del taekwondo, el boxeo —disciplina que más medallas aporta a la provincia— y el judo. Además, en la provincia se celebra cada año el Torneo Superior de Baloncesto, aunque en algunos años se ha tenido que suspender por falta de recursos.